# Alberto Fuentes Gómez
Alberto Fuentes Gómez (Algeciras, Cádiz, Andalucía, España, 26 de agosto de 1999) es un futbolista español. Actualmente juega en el C. F. Villanovense de la Segunda Federación como mediocentro ofensivo.

## Trayectoria
Se formó en las categorías inferiores del Málaga Club de Fútbol. Posteriormente pasó por clubes como el Algeciras Club de Fútbol y el Club Deportivo El Ejido 2012.
El 23 de septiembre de 2020, llega libre a la Cultural y Deportiva Leonesa de la Segunda División B de España, firmando por una temporada.
En enero de 2021, rescinde su contrato con el conjunto leonés y firma hasta el final de la temporada por el Real Oviedo Vetusta de la Segunda División B de España.
En la temporada 2021-22, forma parte de la plantilla del S. D. Huesca "B" de la Segunda Federación.
El 1 de julio de 2022, firma por el C. P. El Ejido de la Segunda Federación, donde jugaría hasta final de temporada.
El 23 de julio de 2023 ficharía por el C. F. Villanovense de la Segunda Federación.

## Clubes
| Club                | País   | Año       |
| ------------------- | ------ | --------- |
| Algeciras C. F.     | España | 2018-2019 |
| C. D. El Ejido 2012 | España | 2019-2020 |
| Cultural Leonesa    | España | 2020-2021 |
| Real Oviedo Vetusta | España | 2021      |
| S. D. Huesca "B"    | España | 2021-2022 |
| C. P. El Ejido      | España | 2022-2023 |
| C. F. Villanovense  | España | 2023-     |